# JL-8 (航空機)
JL-8
K-8 カラコルム
パキスタン空軍のK-8
- 用途：練習機
- 製造者：南昌飛機製造公司（現：洪都航空工業集団）
- 運用者：

  -  中華人民共和国(人民解放軍空軍)
  -  パキスタン（パキスタン空軍)他
- 初飛行：1991年1月11日
- 生産数：500機以上
- 運用状況：現役

教練8型（JL-8、簡体字:教练8型）は、中華人民共和国の南昌飛機製造公司（現：洪都航空工業集団）がパキスタンと共同開発したジェット練習機。K-8 カラコルム(Karakorum)とも呼ばれる。型番は教練のピン音の頭文字（JiaoLian）をとったものである。

## 概要
中国人民解放軍空軍のCJ-6やJJ-5及びパキスタン空軍のT-37やJJ-5の後継となる練習機として1986年に開発が開始された。
当初L-8と呼ばれたこの機体は、パキスタンのムハンマド・ジア＝ウル＝ハク大統領の提案でパキスタン向けはK-8と命名されて中国とパキスタンの国境となっているカラコルム山脈にちなんでカラコルムの愛称をつけられた。中国向けはJL-8となった。
開発は中国国家航空技術輸出入公司(CATIC)、南昌飛機製造公司(NAMC)、そしてパキスタン・エアロノーティカル・コンプレックス(PAC)など民間企業の独自資金によって開始されたが、まもなく中国の国家予算が投じられた。両国の合意では、PACは25%の作業を分担し、水平安定板の製造に関する全責任を負うとされていた。設計はNAMCのチームが行い、イタリアのアエルマッキ（現アレーニア・アエルマッキ）社と共同で風洞実験も行っている。試作機は5機が発注され、1991年1月11日に試作初号機が初飛行した。
機体はテーパーのついた主翼を低翼配置とし、胴体両側面にエアインテークを持つ。タンデム式のコックピットは段差が付けられており、後席からの視界が確保されている。エンジンはアメリカ合衆国のギャレット（現ハネウェル）製TFE731を1基搭載し、デジタル式の燃料制御装置により安全性が高められている。これは開発当時の中国がアメリカと良好な関係を保っていたことからであり、ほかにも多くの米国製部品を使用して設計されていた。しかし1989年の天安門事件に対する制裁措置により、西側諸国の機材やパーツが輸出禁止となったため、JL-8では中国製の部品で代替されており、エンジンも旧ソ連・ウクライナのイーウチェンコ製AI-25TLK(推力16.9 kN)に変更されている。
兵器訓練や軽攻撃任務も考慮されており、主翼下4箇所のハードポイントを持ち武装することが可能で、胴体中心線下にもGSh-23-2機関砲ポッドを携行できる。
1990年代後半から次第に配備が進み、アジア・アフリカ・ラテンアメリカ諸国を中心に輸出もされており、エジプトのアラブ工業化機構ではライセンス生産が行われてエジプト軍の曲芸飛行隊に使われている。

## 派生型

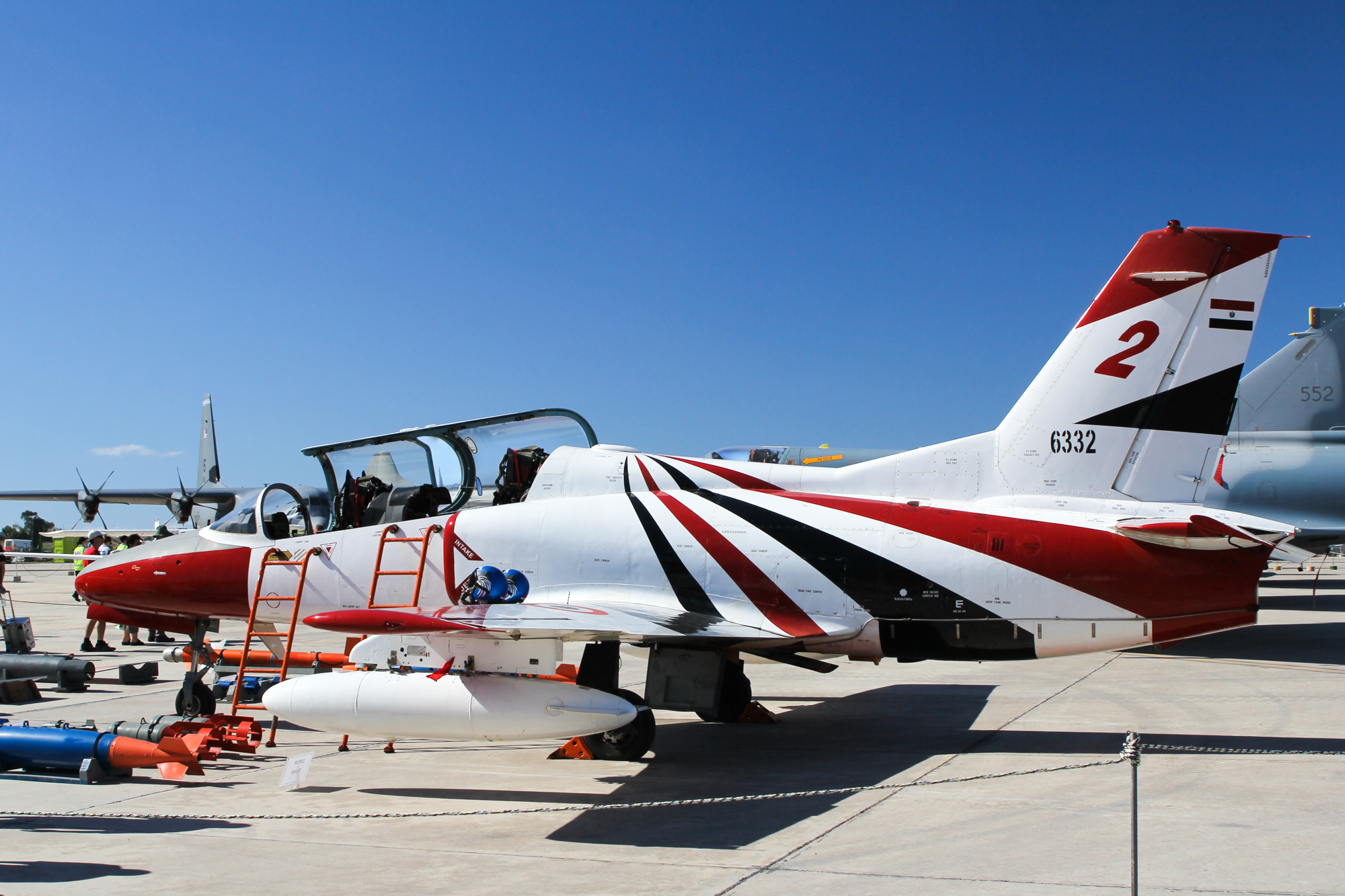
エジプト空軍のK-8E

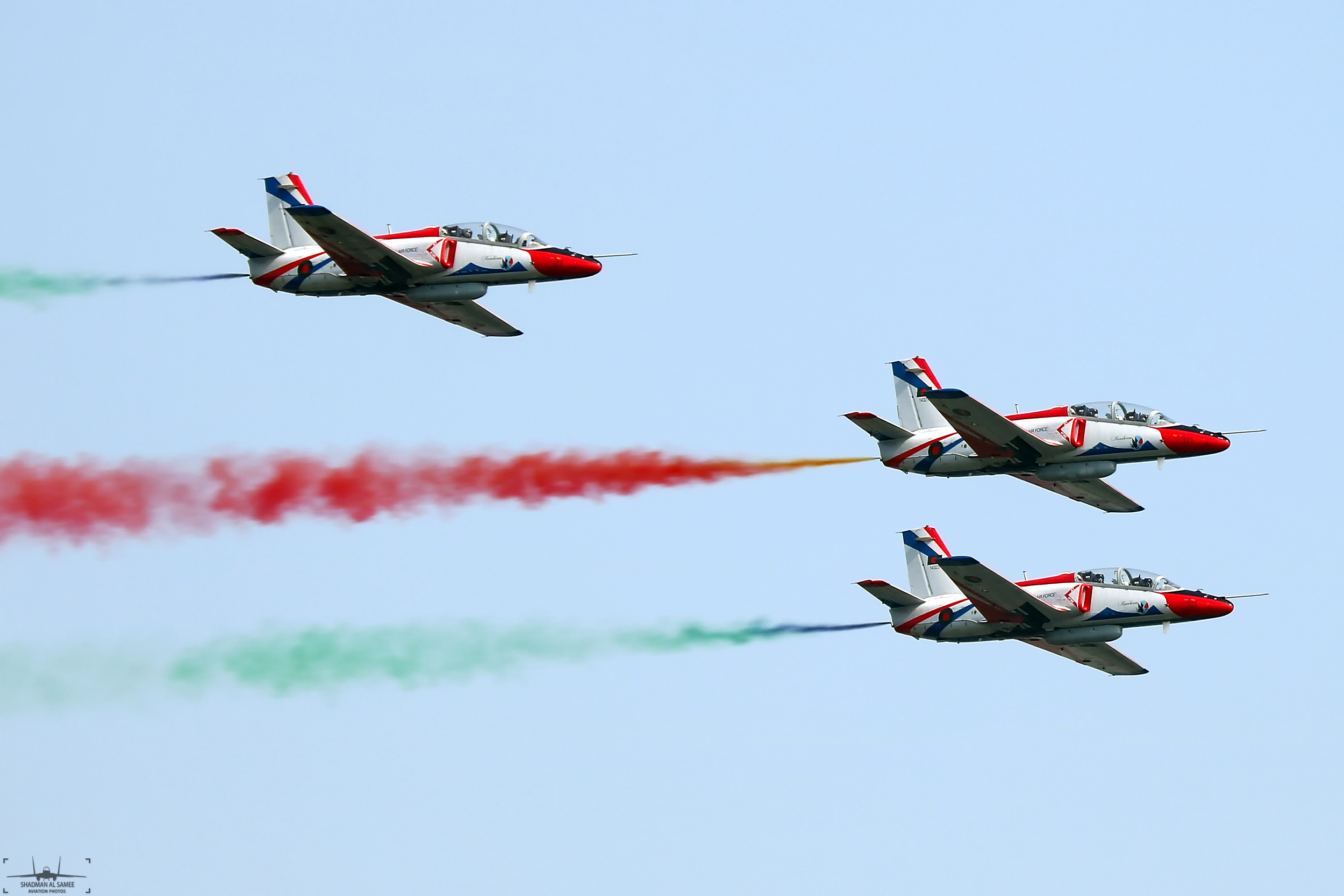
バングラデシュ空軍のK-8W

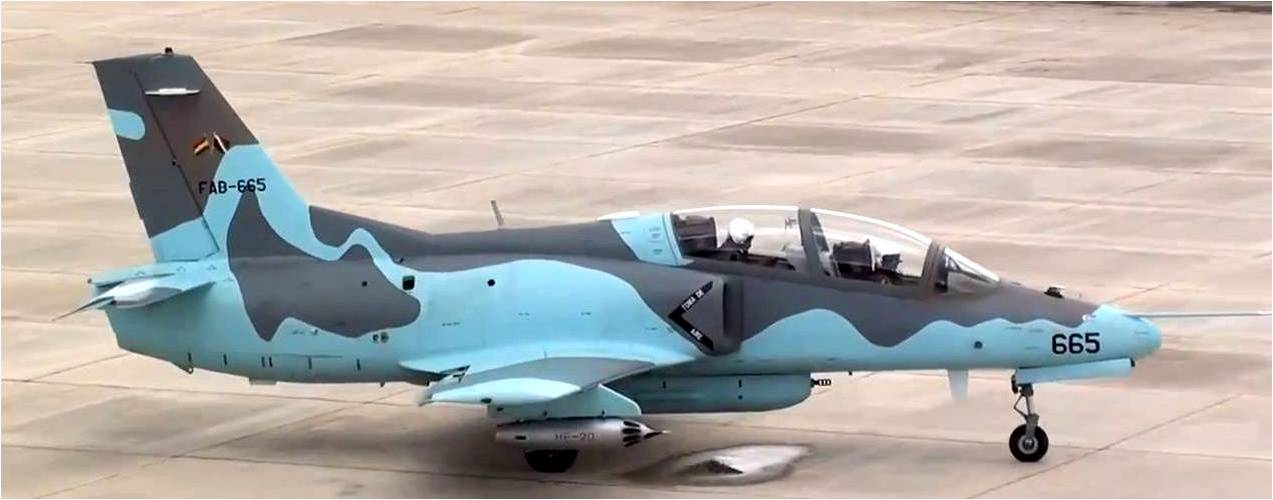
ボリビア空軍のK-8VB

K-8
パキスタン向け。
K-8E
エジプト向け輸出型。エアフレームの変更やアビオニクスの近代化が行われている。
K-8P
パキスタン向け輸出型。アビオニクスの近代化が行われている。
K-8V
可変安定性テストベッド機。
JL-8
中国空軍向けにエンジンをイーウチェンコ AI-25TLKに換装。
L-11
JL-8のエンジンをAI-25TLKのライセンス生産型であるWS-11に変更した型。中国空軍向けに100機以上を納入。雄鷹(Xióng yīng)の愛称を持つ。
JL-8W(K-8W)
ベネズエラ、バングラデシュ向け輸出型。HUD化し戦闘機・COIN機として運用可能。非米国製部品100%。
JL-8VB(K-8VB)
ボリビア向け輸出型。HUD化し戦闘機・COIN機として運用可能。非米国製部品100%。仕様はJL-8Wと同等。

## 採用国
ボリビア
 中華人民共和国
 エジプト
 ガーナ
 ミャンマー
 ナミビア
 パキスタン
 スリランカ
 スーダン
 タンザニア
 ベネズエラ
 ザンビア
 ジンバブエ

## 諸元(K-8)
- 乗員：2名
- 全長：11.6 m（ピトー管含む）
- 全幅：9.63 m
- 全高：4.21 m
- 翼面積：17.02 m2
- 全備空虚重量：2,757 kg
- 最大離陸重量：4,332 kg
- 動力：ギャレット TFE731-2A-2A ターボファン(16.01 kN) × 1
- 最大水平速度：800 km/h（海面高度）
- 実用上昇限度：13,600 m
- 航続距離：1,560 km（最大燃料時）
- 武装：主翼下ハードポイントに最大943 kgの投棄可能兵装